# Schilfgewebe
Schilfgewebe sind traditionelle Putzträger. Dabei werden je nach Qualität und Anwendung circa 70 Schilfhalme pro laufenden Meter mit verzinktem Draht gebunden. Der Abstand der Bindung beträgt i. d. R. 10 bis 20 cm. Putzträger werden vor allem für Putz benutzt, der keine chemische Bindung mit der Oberfläche eingeht (z. B. Lehmputz oder Kalkputz). Der Putz haftet dank des hohen Silikatgehaltes des Schilfrohrs in den Zwischenräumen der Halme und an der rauen Oberfläche. Schilfgewebe dient auch als verlorene Schalung bei Stampflehmbauten. Es gibt diese Matten auch in 10 cm Dicke. Sie wurden bei Frostgefahr als Isolierung für Kartoffeltransporte verwendet. Eine weitere Verwendung ergab sich daraus als isolierender, atmungsaktiver Putzträger für die Sanierung von Fachwerkbauten.
Schilfgewebe ist normalerweise in den Abmessungen 1 × 5 m oder 2 × 10 m erhältlich.

## Bezeichnungen
Putzträger aus Schilfrohr wird auch als Stuckaturrohrgewebe bezeichnet.